# معاریف
معاریف (به عربی: المعاريف) یک شهرداری در الجزایر است که در استان مسیله واقع شده‌است. معاریف ۱۰٬۹۹۰ نفر جمعیت دارد.